# WT1
پروتئین تومور ویلمز (انگلیسی: Wilms tumor protein) یک پروتئین است که در انسان توسط ژن «WT1» واقع بر بازوی کوتاه کروموزوم ۱۱ کُدگذاری می‌شود.
این پروتئین نوعی فاکتور رونویسی است و نقش حیاتی در تکامل طبیعی دستگاه ادراری تناسلی ایفا می‌کند.

## اهمیت بالینی
جهش در ژن «WT1» که نوعی ژن سرکوب‌گر تومور است سبب بروز نوعی بدخیمی جنینی در کلیه‌ها می‌گردد که ۱–۹ از هر ۱۰۰٬۰۰۰ نوزاد را مبتلا می‌کند و بدان تومور ویلمز می‌گویند. این جهش تنها در ۵ تا ۱۰٪ از مبتلایان به این تومور یافت شده‌است. اختلال در این ژن، همچنین می‌تواند منجر به سندرم دنیس–دراش گردد. پروتئین WT1 به فاکتورهای سلولی نظیر پی۵۳ که نوعی پروتئین سرکوب‌گر تومور است، متصل می‌گردد.
ژن «WT1» همچنین در لوسمی حاد مغز استخوان جهشی از نوع پیشامدهای ناسازگار می‌یابد.
با استفاده از روش‌های ایمونوهیستوشیمی مشاهده گردیده‌است که پروتئین WT1 در ۷۵٪ موارد مزوتلیوما، ۹۳٪ موارد سرطان تخمدان و همچنین مزوتلیوم خوش‌خیم و بافت پوششی طبیعی لوله‌های رحم وجود دارد.
مؤسسه ملی سرطان در آمریکا، پروتئین WT1 را «هدف نخست» در ایمونوتراپی سرطان می‌داند. هم‌اکنون یک واکسن که دستگاه ایمنی تطبیقی را علیه WT1 فعال می‌سازد، مشغول گذراندن مراحل کارآزمایی بالینی برای درمان چند نوع سرطان است.

## برای مطالعهٔ بیشتر
- Haber DA, Buckler AJ (February 1992). "WT1: a novel tumor suppressor gene inactivated in Wilms' tumor". The New Biologist. 4 (2): 97–106. PMID 1313285.
- Rauscher FJ (July 1993). "The WT1 Wilms tumor gene product: a developmentally regulated transcription factor in the kidney that functions as a tumor suppressor". FASEB Journal. 7 (10): 896–903. doi:10.1096/fasebj.7.10.8393820. PMID 8393820.
- Lee SB, Haber DA (March 2001). "Wilms tumor and the WT1 gene". Experimental Cell Research. 264 (1): 74–99. doi:10.1006/excr.2000.5131. PMID 11237525.
- Scharnhorst V, van der Eb AJ, Jochemsen AG (August 2001). "WT1 proteins: functions in growth and differentiation". Gene. 273 (2): 141–61. doi:10.1016/S0378-1119(01)00593-5. PMID 11595161.
- Lim HN, Hughes IA, Hawkins JR (December 2001). "Clinical and molecular evidence for the role of androgens and WT1 in testis descent". Molecular and Cellular Endocrinology. 185 (1–2): 43–50. doi:10.1016/S0303-7207(01)00631-1. PMID 11738793.
- Heathcott RW, Morison IM, Gubler MC, Corbett R, Reeve AE (April 2002). "A review of the phenotypic variation due to the Denys-Drash syndrome-associated germline WT1 mutation R362X". Human Mutation. 19 (4): 462. doi:10.1002/humu.9031. PMID 11933209.
- Wagner KD, Wagner N, Schedl A (May 2003). "The complex life of WT1". Journal of Cell Science. 116 (Pt 9): 1653–8. doi:10.1242/jcs.00405. PMID 12665546.
- Amini Nik S, Hohenstein P, Jadidizadeh A, Van Dam K, Bastidas A, Berry RL, Patek CE, Van der Schueren B, Cassiman JJ, Tejpar S (March 2005). "Upregulation of Wilms' tumor gene 1 (WT1) in desmoid tumors". International Journal of Cancer. 114 (2): 202–8. doi:10.1002/ijc.20717. PMID 15540161.
- Niaudet P, Gubler MC (November 2006). "WT1 and glomerular diseases". Pediatric Nephrology. 21 (11): 1653–60. doi:10.1007/s00467-006-0208-1. PMID 16927106.
- Coosemans A, Nik SA, Caluwaerts S, Lambin S, Verbist G, Van Bree R, Schelfhout V, de Jonge E, Dalle I, Jacomen G, Cassiman JJ, Moerman P, Vergote I, Amant F (July 2007). "Upregulation of Wilms' tumour gene 1 (WT1) in uterine sarcomas". European Journal of Cancer. 43 (10): 1630–7. doi:10.1016/j.ejca.2007.04.008. PMID 17531467.
- Hohenstein P, Hastie ND (October 2006). "The many facets of the Wilms' tumour gene, WT1". Human Molecular Genetics. 15 Spec No 2: R196–201. doi:10.1093/hmg/ddl196. PMID 16987884.